# Matemática financiera
La matemática financiera, también conocidas como finanzas cuantitativas, son un campo de las matemáticas aplicadas que se ocupa de la modelización matemática en el ámbito financiero.
En general, existen dos ramas separadas de las finanzas que requieren técnicas cuantitativas avanzadas: la fijación de precios derivados por un lado y la gestión de riesgos y carteras por el otro. Las finanzas matemáticas se superponen en gran medida con los campos de las finanzas computacionales y la ingeniería financiera. El último se enfoca en aplicaciones y modelado, a menudo con la ayuda de modelos de activos estocásticos, mientras que el primero se enfoca, además del análisis, en la construcción de herramientas de implementación para los modelos. También está relacionada la inversión cuantitativa, que se basa en modelos estadísticos y numéricos (y últimamente en aprendizaje automático) en lugar del análisis fundamental tradicional cuando se gestionan carteras.
La tesis doctoral del matemático francés Louis Bachelier, defendida en 1900, se considera el primer trabajo académico sobre finanzas matemáticas. Pero las finanzas matemáticas surgieron como disciplina en la década de 1970, siguiendo el trabajo de Fischer Black, Myron Scholes y Robert Merton sobre la teoría de valoración de opciones. La inversión matemática se originó a partir de la investigación del matemático Edward Thorp, quien utilizó métodos estadísticos para inventar primero el conteo de cartas en el blackjack y luego aplicó sus principios a la inversión sistemática moderna.
El tema tiene una estrecha relación con la disciplina de la economía financiera, que se ocupa de gran parte de la teoría subyacente que está involucrada en las matemáticas financieras. Mientras que los economistas capacitados usan modelos económicos complejos que se basan en relaciones empíricas observadas, en contraste, el análisis financiero matemático derivará y ampliará los modelos matemáticos o numéricos sin establecer necesariamente un vínculo con la teoría financiera, tomando como entrada los precios de mercado observados. Ver: Valoración de opciones; Modelamiento financiero; Valoración de activos. El teorema fundamental de la fijación de precios sin arbitraje es uno de los teoremas clave en las finanzas matemáticas, mientras que la ecuación y la fórmula de Black-Scholes se encuentran entre los resultados clave.
Hoy en día, muchas universidades ofrecen programas de grado e investigación en finanzas matemáticas.

## El interés simple, valor presente y valor futuro
En el método de interés simple, el interés se calcula siempre con base en el valor inicial (capital que se invierte). Así, en cada periodo, el interés es igual al valor inicial multiplicado por la tasa de interés.
Los elementos que intervienen en una operación de interés simple son:
{\displaystyle C} es el capital que se invierte
{\displaystyle t} es el tiempo o plazo
{\displaystyle M} es el monto, equivalente al capital más los intereses
{\displaystyle i} es la tasa de interés
Por lo cual, 
{\displaystyle M=C(1+it)}
que es la ecuación del interés simple.
En la ecuación anterior, entendemos al monto como valor futuro, por ser la cantidad de dinero que alcanzará una inversión en alguna fecha futura al ganar intereses a alguna tasa simple.  Por otro lado, valor presente es un mecanismo de valoración de activos; su cálculo consiste en descontar el flujo futuro a una tasa de rentabilidad ofrecida por alternativas de inversión comparables, por lo general denominada costo de capital. Así, el valor presente equivale al capital invertido, por lo que puede ser estimado con la siguiente ecuación:
{\displaystyle C={\frac {M}{1+it}}}

## Interés compuesto
El dinero y el tiempo son dos factores que se encuentran estrechamente ligados con la vida de las personas y de los negocios. Cuando se generan excedentes de efectivo, se ahorran durante un periodo determinado a fin de ganar un interés que aumente el capital original disponible; en otras ocasiones, en cambio, se tiene necesidad de recursos financieros durante un tiempo y se debe pagar un interés por su uso. En periodos cortos por lo general se utiliza, como ya se vio, el interés simple. En periodos largos, sin embargo, se utilizará casi exclusivamente el interés compuesto.
En el interés simple el capital original sobre el que se calculan los intereses permanece sin variación alguna durante todo el tiempo que dura la operación. En el interés compuesto, en cambio, los intereses que se generan se suman al capital original en periodos establecidos y, a su vez, van a generar un nuevo interés adicional en el siguiente lapso. En este caso se dice que el interés se capitaliza y que se está en presencia de una operación de interés compuesto.
Si a los elementos 
Los elementos que intervienen en una operación de interés compuesto son:
{\displaystyle C} es el capital que se invierte
{\displaystyle t} es el tiempo o plazo
{\displaystyle M} es el monto, equivalente al capital más los intereses
{\displaystyle i} es la tasa de interés
{\displaystyle n} es el periodo de capitalización
Por lo cual, 
{\displaystyle M=C(1+i)^{nt}}
donde el tiempo (t) y los periodos están expresados en la misma unidad de tiempo, o sea, si la tasa de interés es semestral, los periodos son semestrales; que es la fórmula del monto a interés compuesto.

## Temas básicos de las matemáticas financieras
Los temas básicos que tratan las matemáticas financieras son los siguientes:
- Interés y descuentos simples
- Anualidades
- Amortización de créditos
- Depreciación de costos.

### Herramientas matemáticas
| - Valor actual neto - Valor tiempo del dinero - Anualidades - Capitalización continua - Convertibilidad de Tasas - Probabilidad - Distribución de probabilidad - Distribución log-normal - Distribución binomial - Valor esperado - Cálculo estocástico | - Medida neutral al riesgo - Movimiento browniano - Lema de Itô - Teorema de Girsanov - Derivado Radon-Nikodym - Método de Montecarlo - Ecuaciones diferenciales parciales - Fórmula de Feynman-Kac - Fórmula de Dynkin - Volatilidad - Modelo ARCH | - modelo GARCH - Modelo matemático - Análisis numérico - Fórmula Brayan Ufre - Modelo de Black - Modelo de Black-Scholes - Modelo binomial de opciones - Volatilidad implícita - Sonrisa de volatilidad - Griegas (finanzas) |

### Campos de estudios
Las matemáticas financieras son utilizadas por campos de estudios como la administración de empresas, economía y contabilidad.